# Kroatië op het Eurovisiesongfestival 2017

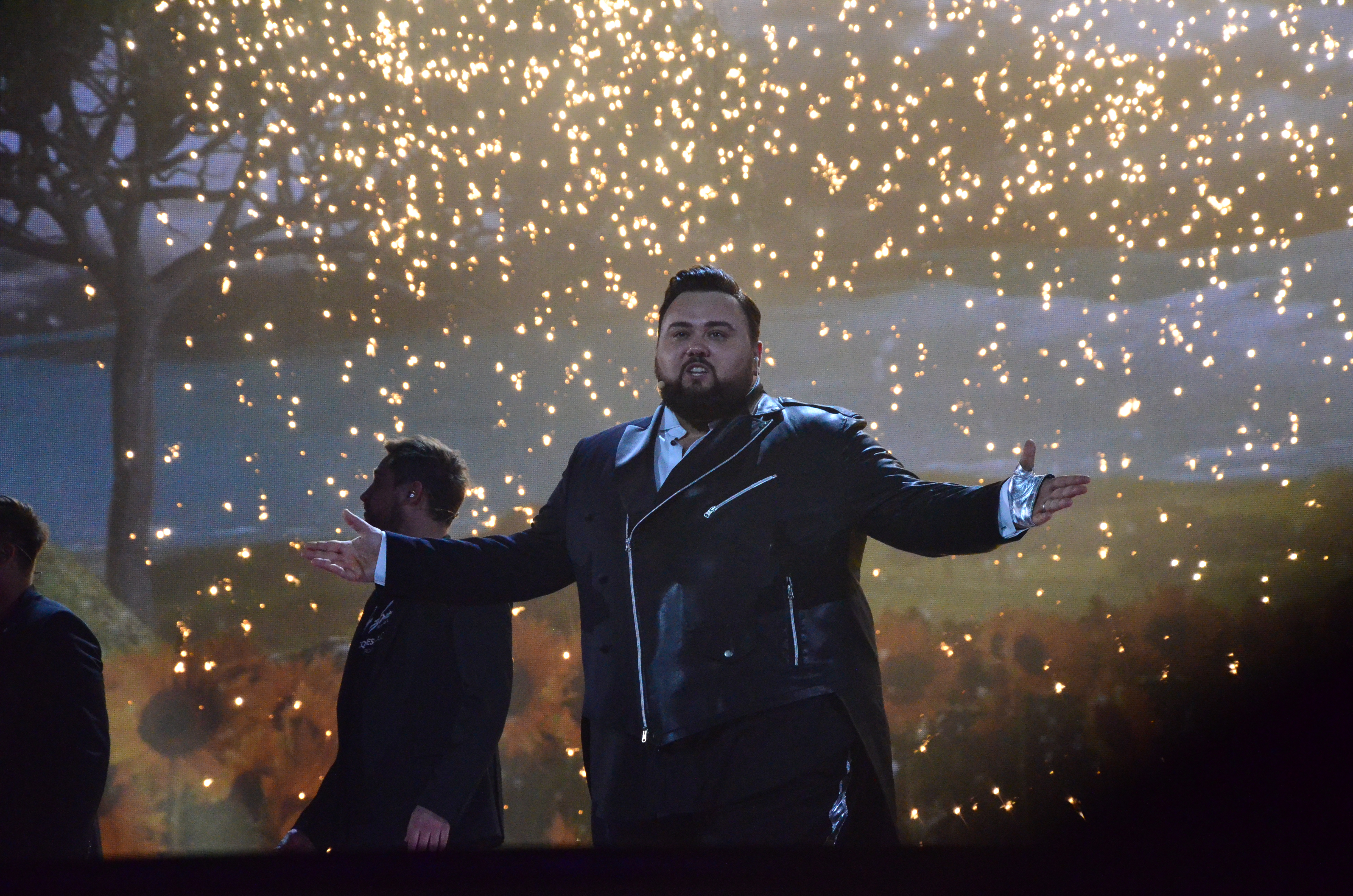
Jacques Houdek tijdens de repetities in Kiev.

Kroatië nam deel aan het Eurovisiesongfestival 2017 in Kiev, Oekraïne. Het was de 23ste deelname van het land op het Eurovisiesongfestival. HRT was verantwoordelijk voor de Kroatische bijdrage voor de editie van 2017.

## Selectieprocedure
Net als een jaar eerder koos de Kroatische openbare omroep ervoor de Kroatische act voor het Eurovisiesongfestival intern aan te duiden. Op 17 februari 2017 werd duidelijk dat de keuze was gevallen op Jacques Houdek. Het nummer waarmee hij naar Oekraïne trok, kreeg als titel My friend. Het werd op 2 maart 2017 gepresenteerd aan het grote publiek.

## In Kiev
Kroatië trad aan in de tweede halve finale, op donderdag 11 mei 2017. Daarin eindigde het land als achtste, waardoor het zich plaatste voor de finale. Daarin eindigde Jacques Houdek op de dertiende plek.
1993 · 1994 · 1995 · 1996 · 1997 · 1998 · 1999 · 2000 · 2001 · 2002 · 2003 · 2004 · 2005 · 2006 · 2007 · 2008 · 2009 · 2010 · 2011 · 2012 · 2013 · 2014-2015 · 2016 · 2017 · 2018 · 2019 · 2020 · 2021 · 2022 · 2023 · 2024 · 2025
Albanië · Armenië · Australië · Azerbeidzjan · België · Bulgarije · Cyprus · Denemarken · Duitsland · Estland · Finland · Frankrijk · Georgië · Griekenland · Hongarije · Ierland · IJsland · Israël · Italië · Kroatië · Letland · Litouwen · Macedonië · Malta · Moldavië · Montenegro · Nederland · Noorwegen · Oekraïne · Oostenrijk · Polen · Portugal · Roemenië · San Marino · Servië · Slovenië · Spanje · Tsjechië · Verenigd Koninkrijk · Wit-Rusland · Zweden · Zwitserland